# あしたのカレンダー
『あしたのカレンダー』は、1980年1月1日から1984年12月31日まで毎日放送で放送されていたテレビアニメである。オフィス・ユニの製作。麒麟麦酒の一社提供。全1498話。放送時間は毎週月曜 - 土曜 18:55 - 19:00 → 21:54 - 22:00（日本標準時）。

## 概要
放送日の翌日に過去何が起きた出来事を紹介する。『キリンものしりシリーズ』第6作にして最終作であり、本作は第2作『ものしり大学 明日のカレンダー』以来の「明日の歴史」がテーマ。最初は「キリンあしたのカレンダー」という題名だった。
登場キャラは前番組である「キリンのものしり館」から引き続きネコとネズミが出演、内容も『ものしり館』と同じで、ネコが講談調で明日の歴史を話していると、ネズミが色々と攻撃する展開だった。
1982年3月22日放送からリニューアルされ、新たに「現代の歴史」も紹介、内容は報道番組風に変更し、進行役も気弱な青年と元気な美人OLのキャスターコンビに変更された。さらに時間枠移動後はキリンがスポンサーが降板し番組名も「あしたのカレンダー」となる。
オープニングでは三木鶏郎作曲の「キリンレモン」CMソングのインスト版がテーマ曲として使用された。進行役が変更後は新たなテーマ曲に変更された。

## 声の出演
- ネコ - キャッシー→小宮和枝→三遊亭小遊三
- ネズミ - 小宮和枝
- 青年 - 水島裕
- OL - 横沢啓子

## ネット局
| 放送対象地域 | 放送局      | 系列    | ネット形態 | 放送時間                         | 備考 |
| ------------ | ----------- | ------- | ---------- | -------------------------------- | ---- |
| 近畿広域圏   | 毎日放送    | TBS系列 | 制作局     | 月-土曜18:55-19:00 → 21:54-22:00 |      |
| 福岡県       | RKB毎日放送 | TBS系列 | 先行ネット | 月-土曜18:54-18:57 → 18:50-18:56 |      |